# Henri Harcourt
El marqués de Harcourt, Henri Harcourt o Enrique de Harcourt (1654 - París, 1718), fue militar y diplomático. Su embajada ante la corte de Carlos II de España desde 1698 fue crucial para los intereses de la sucesión de Felipe de Anjou, en cuyo beneficio se dictó el último testamento del rey español. Su papel en la elaboración de ese testamento se considera destacado.